# San Gregorio Magno (Antonello da Messina)
San Gregorio Magno è un dipinto a tempera grassa su tavola trasportato su tela (45,5x35,5 cm) di Antonello da Messina, databile al 1470-1475 circa e conservato nella Galleria regionale di Palazzo Abatellis di Palermo.

## Storia
Le tre tavole dei Dottori della Chiesa del museo palermitano dovevano fare da cuspidi di un polittico oggi smembrato, assieme a un Sant'Agostino e un San Girolamo. Alcuni hanno ipotizzato che fosse il cosiddetto Polittico dei Dottori della Chiesa, con gli scomparti principali agli Uffizi e alla Pinacoteca del Castello Sforzesco di Milano  (con cui condivide il trattamento dello sfondo a racemi vegetali incisi), o il Polittico di San Gregorio, anche se si tratterebbe di una disposizione piuttosto originale, non simmetrica.
Più probabile è che le cuspidi fossero inizialmente quattro, con un Sant'Ambrogio perduto e voltato verso sinistra, che stessero sopra un polittico a cinque scomparti, non conosciuto, magari con al centro una Crocifissione o un altro tema.